# Lijst van hertogen van Alba

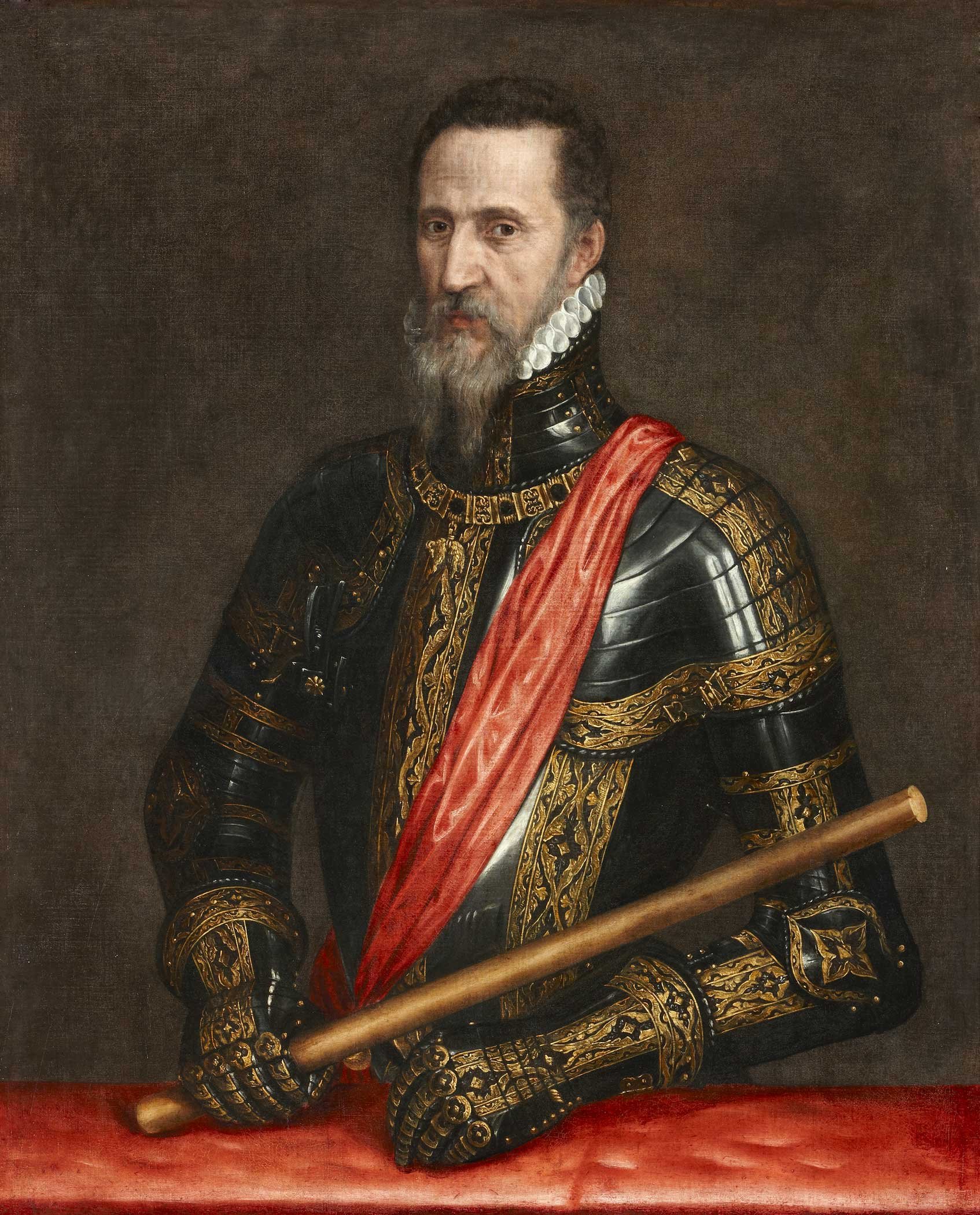
Fernando Álvarez de Toledo, hertog van Alba

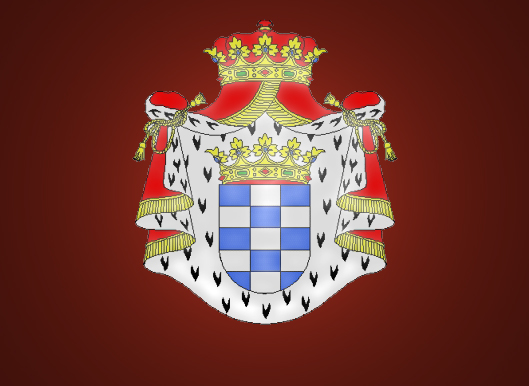
Wapen van de hertogen van Alba

De hertog van Alba de Tormes is een Spaanse titel die tot de Spaanse Grandeza behoort. Momenteel wordt deze titel gedragen door het adellijk huis Fitz-James Stuart.

## Geschiedenis
Voorheen werd deze ook gedragen door het huis Toledo. Deze oude titel werd door koning Hendrik IV van Castilië verleend aan García Álvarez de Toledo, graaf van Alba de Tormes. Leden van het huis Alba zijn verwant aan Christoffel Columbus en de Medici's. De bekendste telg uit dit geslacht is wel Fernando Álvarez de Toledo, in Nederland en Vlaanderen bekend als de hertog van Alva, Alva of de ijzeren hertog. Hij was een generaal in het leger van keizer Karel V en later koning Filips II van Spanje.
Alva is een spellingsvariant van Alba. In het Spaans is er geen verschil in uitspraak.
Een andere beroemde telg is María del Pilar Teresa Cayetana de Silva y Álvarez de Toledo, hertogin van Alba. Zij was de muze van de schilder Francisco Goya aan het begin van de 19e eeuw. 
Tot 20 november 2014 was Cayetana Fitz-James Stuart hertogin van Alba en hoofd van het huis van Alba. Volgens het Guinness Book of Records droeg ze meer adellijke titels dan wie dan ook ter wereld op dat moment. Ze had zeven andere hertogelijke titels, 15 markiezaatstitels, 19 grafelijke titels en was 20 keer grande de España.

## Familiepatrimonium
De familie bezit verschillende landerijen en kastelen in Spanje. Hun hoofdresidentie bevindt zich in Madrid en heeft de naam Palacio de Liria. Dit paleis werd gebouwd door de toenmalige hertog van Berwick. Het paleis is een schatkamer met de privaatverzameling kunst van de hertogin, en illustreert de rijke familiegeschiedenis. In de verzameling handschriften bevindt zich de beroemde Biblia de Alba. Het paleis is niet voor bezoekers toegankelijk.

## Hertogen en hertoginnen van Alba

### Huis Álvarez de Toledo
- Don García Álvarez de Toledo
- Don Fadrique I Álvarez de Toledo
- Don Fernando Álvarez de Toledo, derde hertog van Alba de Tormes
- Don Fadrique Álvarez de Toledo, vierde hertog van Alba de Tormes en eerste hertog van Huescar
- Don Antonio I Álvarez de Toledo y Beaumont, vijfde hertog van Alba de Tormes en tweede van Huescar, huismeester van koning Filips IV
- Don Fernando II Álvarez de Toledo y Mendoza
- Don Antonio II Álvarez de Toledo y Pimentel
- Don Antonio III Álvarez de Toledo y Beaumont
- Don Antonio IV Martin Álvarez de Toledo Guzmán
- Don Antonio V Francisco Álvarez de Toledo
- Doña María Teresa Álvarez de Toledo
- Don Fernando de Silva y Álvarez de Toledo
- Don José Álvarez de Toledo y Gonzaga
- Doña María del Pilar Teresa Cayetana de Silva y Álvarez de Toledo

### Huis Fitz-James Stuart
Nageslacht van James FitzJames, hertog van FitzJames, erkend door koning Filips van Spanje.
- Don James Francis Stuart-FitzJames-Stuart, eerste hertog van Berwick, stamvader van de Spaanse tak
- Don Carlos Miguel Fitz-James Stuart
- Don Jacopo I Fitz-James Stuart y Portocarrero
- Don Jacobo II Fitz-James Stuart y Falcó
- Doña María del Rosario Cayetana Fitz-James Stuart y Silva
- Don Carlos II Fitz-James Stuart, huidige hertog van Alba.